# Helena Ranta
Meri Helena Ranta, född 11 juni 1946 i Kajana, är en finländsk tandläkare.
Ranta, som blev odontologie doktor 1978, var biträdande lärare vid Helsingfors universitet och övertandläkare vid justitieministeriet, innan hon 2001 blev rättstandläkare vid Helsingfors universitets rättsmedicinska institution. Hon var också ledare för eller medlem av rättsläkargrupper i Bosnien-Hercegovina 1996–1997, i Kosovo 1998–2001 och i Irak 2004.
År 2005 utsågs hon av Finlands yrkeskvinnors förbund till Årets kvinna.

## Utmärkelser
- Riddartecknet av I klass av Finlands Lejons orden,  6 december 1999[2]
- Kommendörstecknet av Finlands Lejons orden,  6 december 2006[2]
- Specialförtjänstmedalj för arbetsmiljöarbete,  2008[3]

[Redigera Wikidata]